# Ferrierita-NH₄
La ferrierita-NH₄ és un mineral de la classe dels silicats que pertany al grup de la ferrierita.

## Característiques
La ferrierita-NH₄ és una zeolita de fórmula química (NH₄,Mg0.5)₅(Al₅Si31O72)·22H₂O. Va ser aprovada com a espècie vàlida per l'Associació Mineralògica Internacional l'any 2018. Cristal·litza en el sistema ortoròmbic.
L'exemplar que va servir per a determinar l'espècie, el que es coneix com a material tipus, es troba conservat a les col·leccions del Museu Mineralògic Fersmann, de l'Acadèmia de Ciències de Rússia, a Moscú (Rússia), amb el número de registre: 5120/1.

## Formació i jaciments
Va ser descoberta a la pedrera Libous, a la localitat de Březno, dins el districte de Chomutov (Regió d'Ústí nad Labem, República Txeca). També ha estat descrita a Jenišův Újezd, a la també localitat txeca de Bílina, al districte de Teplice, i al dipòsit de carbó de Handlová, a la regió de Trenčín (Eslovàquia). Aquests tres indrets són els únics de tot el planeta on ha estat descrita aquesta espècie mineral.